# Litecoin
Litecoin (símbol: Ł; abr.: LTC) és una criptomoneda basada en P2P i un projecte de programari lliure publicat sota llicència MIT. Inspirada i pràcticament idèntica en l'aspecte tècnic a Bitcoin, la creació i transferència de Litecoin es basa en un protocol criptogràfic de codi obert que no és administrat per cap autoritat central. Litecoin fou ideada amb la finalitat de fer-se servir com a moneda electrònica alternativa a Bitcoin i ofereix tres diferències principals respecte a aquesta:
- La xarxa Litecoin realitza el processament d'un bloc cada 150 segons en comptes de cada 600, fet que permet una confirmació més ràpida de les transaccions.[1]
- La xarxa Litecoin produirà aproximadament 4 vegades més unitats que Bitcoin, és a dir vora 84 milions de Litecoins.[1]
- Litecoin fa servir la funció scrypt en el seu algorisme de prova de treball: una funció seqüencial de memòria dura concebuda per primera vegada per Colin Percival, facilitant la mineria, ja que no necessita d'equipament sofisticat com passa amb Bitcoin.[7][1][8]

Cada litecoin es fracciona en 100.000.000 unitats, definides per vuit xifres decimals.